# Walter Georg Schües

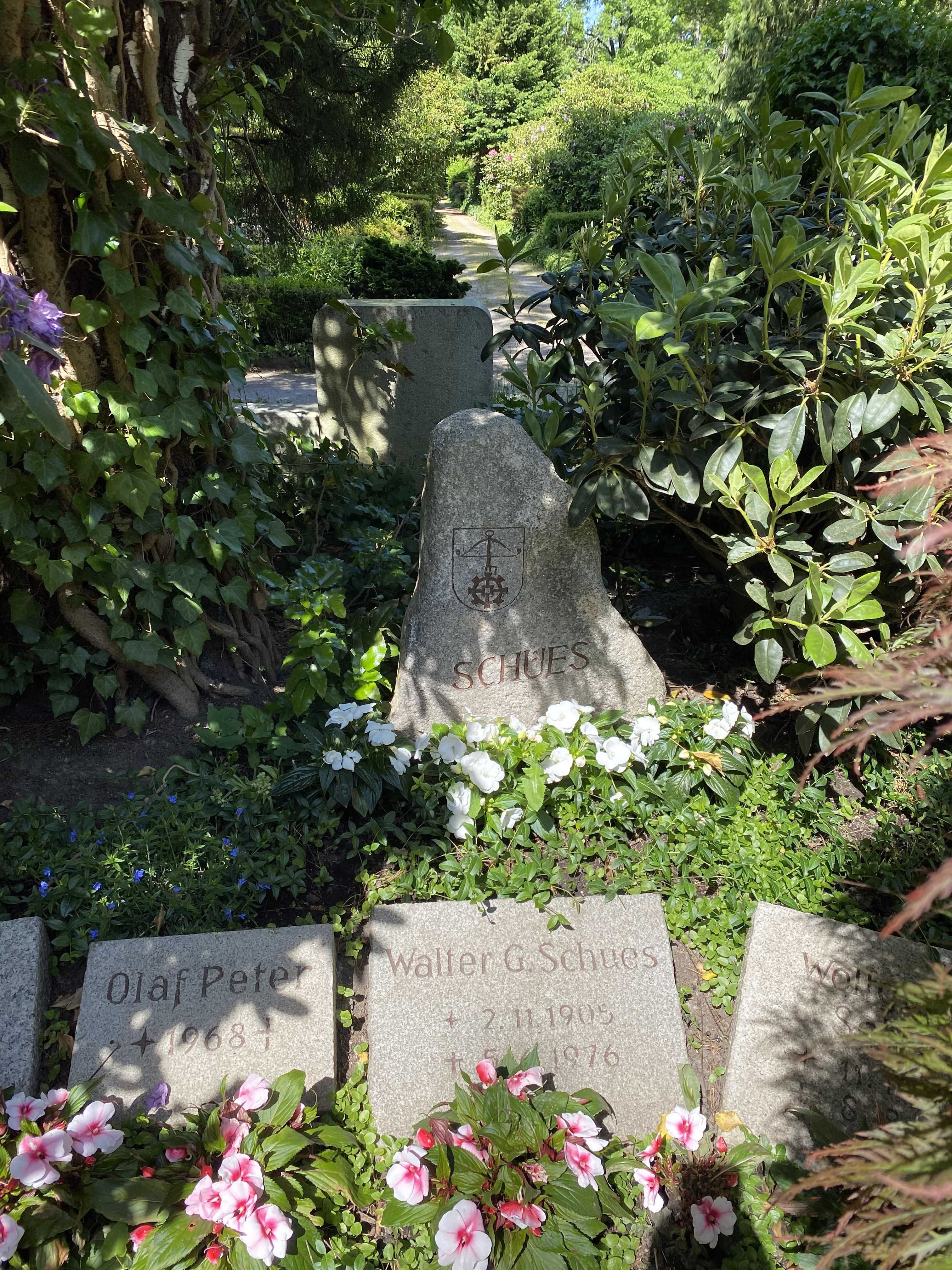
Grabstätte auf dem Nienstedtener Friedhof

Walter Georg Schües (* 2. November 1905 in Hamburg-Bergedorf; † 5. Juni 1976 in Hamburg) war ein deutscher Versicherungskaufmann und Unternehmer.
Schües war Vorstandsmitglied der Norddeutschen Versicherungsgesellschaft sowie der Norddeutschen Lebensversicherungs AG. Von 1948 bis 1968 stand Schües der Norddeutschen Versicherungsgesellschaft als Vorsitzender vor.
Schües gehörte zudem dem Beirat Hamburg/Schleswig-Holstein der Deutschen Bank an.
Schües war ein Enkel von Oscar Schües, der Sohn von Walter Schües und der Vater von Nikolaus W. Schües. Er verstarb 70-jährig und wurde auf dem Nienstedtener Friedhof beigesetzt.